# Studio Deen
Studio Deen Co., Ltd. (株式会社スタジオディーン Kabushiki gaisha Sutajio Dīn?) es un estudio de animación japonés. Es miembro de The Association of Japanese Animations.

## Historia
El 14 de marzo de 1975, Hiroshi Hasegawa, un empleado de Sunrise, fundó el Studio Deen, donde se cargó de la inspección final del acabo de Yūsha Raideen desde el inicio del establecimiento del estudio para terminar el trabajo de Sunrise. El nombre de la empresa proviene de la animación Yūsha Raideen ya que estaba involucrado en el momento del establecimiento. Tres años después de la fundación de Sunrise en 1972, Studio DEEN fue creado por los miembros de Sunrise en 1975. Con este resultado, animes como Cowboy Bebop que fueron producidos por Sunrise pudieron haber tenido asistencia de Studio DEEN, al igual con la película.
Originalmente colaboró en la creación de animaciones de Shin-Ei y subcontrató a otros estudios como las películas de Doraemon y Progolfer Saru Chronicle.
En 1981, colaboró con el Studio Pierrot en Urusei Yatsura, una serie inspirada en un manga de Rumiko Takahashi. Después de la partida de Mamoru Oshii de la producción de la serie en 1984, Studio Deen toma las riendas de la serie y la finaliza en 1986.
Desde entonces hasta la primera mitad de los años 1990, fue responsable de las producciones cinematográficas de Kitty Films Movies como Maison Ikkoku, Efu, Ranma ½ y Super Zugan.
En abril de 1994, se reorganizó de sociedad limitada a sociedad anónima. Celebró su 30.º aniversario en 2005 y se trasladó a un nuevo edificio a partir de enero de 2006. El 1 de abril de 2011, se hizo una alianza comercial con el Ima Group. El 30 de septiembre del mismo año, Hasegawa se retiró del cargo de Presidente, y se convirtió en asesor de Ima.
Tiene un departamento de fotografía y un departamento de producción de 3DCG (inaugurado en 2004). El nombre "DEEN Digital" ha sido usado en la producción de 2016, "Rilu Rilu Fairilu". En China tiene una filial llamada Suzhou Tani Movie Co., Ltd. (Tani Video, formalmente Suzhou Studio), con quienes ha subcontratado parte de su producción a través de su filial china junto a su reciente colaboración con el estudio coreano Echo Animation.
En septiembre de 2013, heredó el sello musical "Cosmic Record", que ahora forma parte del grupo de la empresa matriz que venía operando, comenzó a trabajar también en la planificación y producción de CD de música.
También se dedica a la producción de personajes y a la gestión de licencias, centrándose en el contenido autodesarrollado como negocio de personajes. En colaboración con Surfers Paradise Co., Ltd. desarrolla VOCALOID 3.

## Filmografía

### Series de televisión

#### 1980
| Año  | Título         | Director(es)                                                  | Fecha de primera transmisión | Fecha de última transmisión | Eps. | Notas                                                                                        | Refs.       |
| ---- | -------------- | ------------------------------------------------------------- | ---------------------------- | --------------------------- | ---- | -------------------------------------------------------------------------------------------- | ----------- |
| 1981 | Urusei Yatsura | Mamoru Oshii Kazuo Yamazaki                                   | 14 de octubre de 1981        | 19 de marzo de 1986         | 195  | Adaptación del manga escrito e ilustrado por Rumiko Takahashi. Coproducción junto a Pierrot. | [ 4 ] [ 5 ] |
| 1986 | Maison Ikkoku  | Kazuo Yamazaki                                                | 26 de marzo de 1986          | 2 de marzo de 1988          | 96   | Adaptación del manga escrito e ilustrado por Rumiko Takahashi.                               | [ 4 ] [ 5 ] |
| 1988 | F              | Kōichi Mashimo                                                | 9 de marzo de 1988           | 23 de diciembre de 1988     | 31   | Adaptación del manga escrito e ilustrado por Noboru Rokuda.                                  | [ 4 ] [ 5 ] |
| 1989 | Ranma ½        | Tomomi Mochizuki Kōji Sawai Junji Nishimura Tsutomu Shibiyama | 15 de abril de 1989          | 25 de septiembre de 1992    | 161  | Adaptación del manga escrito e ilustrado por Rumiko Takahashi.                               | [ 4 ] [ 5 ] |

#### 1990
| Año  | Título                                  | Director(es)                      | Fecha de primera transmisión | Fecha de última transmisión | Eps. | Notas                                                                                         | Refs.       |
| ---- | --------------------------------------- | --------------------------------- | ---------------------------- | --------------------------- | ---- | --------------------------------------------------------------------------------------------- | ----------- |
| 1992 | Super Zugan                             | Junji Nishimura                   | 9 de octubre de 1992         | 13 de marzo de 1993         | 21   | Adaptación del manga escrito e ilustrado por Masayuki Katayama.                               | [ 4 ] [ 5 ] |
| 1994 | DNA²                                    | Jun'ichi Sakata                   | 7 de octubre de 1994         | 23 de diciembre de 1994     | 12   | Adaptación del manga escrito e ilustrado por Masakazu Katsura. Coproducción junto a Madhouse. |             |
| 1995 | Kishin Dōji Zenki                       | Junji Nishimura                   | 9 de enero de 1995           | 25 de diciembre de 1995     | 51   | Adaptación del manga escrito por Kikuhide Tani e ilustrado por Yoshihiro Kuroiwa.             |             |
| 1995 | Kuma no Pūtarō                          | Yūji Mutō                         | 19 de abril de 1995          | 29 de marzo de 1996         | 30   | Historia original.                                                                            |             |
| 1996 | Rurouni Kenshin: Meiji Kenkaku Romantan | Kazuhiro Furuhashi                | 10 de enero de 1996          | 8 de septiembre de 1998     | 94   | Adaptación del manga escrito e ilustrado por Masakazu Katsura. Coproducción junto a Gallop.   |             |
| 1996 | Shōnen Santa no Daibōken                | Yūji Mutō                         | 6 de abril de 1996           | 21 de septiembre de 1996    | 24   | Adaptación de la novela escrita por L. Frank Baum.                                            |             |
| 1996 | Hamelin no Violin Hiki                  | Junji Nishimura                   | 2 de octubre de 1996         | 26 de marzo de 1997         | 25   | Adaptación del manga escrito e ilustrado por Michiaki Watanabe.                               |             |
| 1996 | Taiho Shichauzo                         | Kazuhiro Furuhashi Shōgo Kawamoto | 5 de octubre de 1996         | 27 de septiembre de 1997    | 47   | Adaptación del manga escrito e ilustrado por Kōsuke Fujishima.                                |             |
| 1997 | Eat-Man                                 | Kōichi Mashimo                    | 9 de enero de 1997           | 27 de marzo de 1997         | 12   | Adaptación del manga escrito e ilustrado por Akihito Yoshitomi.                               |             |
| 1997 | Haunted Junction                        | Yūji Mutō                         | 2 de abril de 1997           | 25 de junio de 1997         | 12   | Adaptación del manga escrito e ilustrado por Nemu Mukudori.                                   |             |
| 1997 | Misute♡naide Daisy                      | Yūji Mutō                         | 3 de julio de 1997           | 18 de septiembre de 1997    | 12   | Adaptación del manga escrito e ilustrado por Noriko Nagano.                                   |             |
| 1997 | Next Senki Ehrgeiz                      | Toshifumi Kawase                  | 2 de octubre de 1997         | 25 de diciembre de 1997     | 12   | Historia original.                                                                            |             |
| 1998 | AWOL                                    | Toshifumi Kawase                  | 7 de enero de 1998           | 1 de abril de 1998          | 12   | Historia original.                                                                            |             |
| 1998 | Urayasu Tekkin Kazoku                   | Akitaro Daichi                    | 1 de julio de 1998           | 25 de agosto de 1998        | 32   | Adaptación del manga escrito e ilustrado por Kenji Hamaoka.                                   |             |
| 1998 | Shadow Skill: Eigi                      | Tsukasa Sunaga                    | 3 de julio de 1998           | 25 de diciembre de 1998     | 26   | Secuela de Shadow Skill.                                                                      |             |
| 1998 | Momoiro Sisters                         | Satoru Akahori                    | 26 de agosto de 1998         | 6 de octubre de 1998        | 23   | Adaptación del manga escrito e ilustrado por Tamami Momose.                                   |             |
| 1998 | Eat-Man '98                             | Toshifumi Kawase                  | 9 de octubre de 1998         | 23 de diciembre de 1998     | 12   | Secuela de Eat-Man.                                                                           |             |
| 1999 | Nippon-ichi no Otoko no Tamashii        | Hiroyoshi Yoshida                 | 5 de enero de 1999           | 29 de enero de 1999         | 16   | Adaptación del manga escrito e ilustrado por Masahiko Kikuni.                                 |             |
| 1999 | Taiho Shichauzo Special                 | Junji Nishimura                   | 30 de marzo de 1999          | 30 de abril de 1999         | 20   | Secuela de Taiho Shichauzo.                                                                   |             |
| 1999 | Eden's Bowy                             | Tsukasa Sunaga                    | 6 de abril de 1999           | 24 de septiembre de 1999    | 26   | Adaptación del manga escrito e ilustrado por Kitsune Tennōji.                                 |             |
| 1999 | Nippon-ichi no Otoko no Tamashii 2      | Hiroyoshi Yoshida                 | 4 de mayo de 1999            | 28 de mayo de 1999          | 16   | Secuela de Nippon-ichi no Otoko no Tamashii.                                                  |             |
| 1999 | Senkaiden Hōshin Engi                   | Junji Nishimura                   | 3 de julio de 1999           | 25 de diciembre de 1999     | 26   | Adaptación del manga escrito e ilustrado por Ryū Fujisaki.                                    |             |
| 1999 | Papa to Odorō                           | Bob Shirohata                     | 5 de julio de 1999           | 29 de julio de 1999         | 16   | Adaptación del manga escrito e ilustrado por Chuya Chikazawa.                                 |             |
| 1999 | Itsumo Kokoro ni Taiyō wo!              | Hiroyoshi Yoshida                 | 2 de noviembre de 1999       | 26 de noviembre de 1999     | 16   | Adaptación del manga escrito e ilustrado por Masahiko Kikuni.                                 |             |

#### 2000
| Año  | Título                                   | Director(es)                        | Fecha de primera transmisión | Fecha de última transmisión | Eps. | Notas                                                                                              | Refs.       |
| ---- | ---------------------------------------- | ----------------------------------- | ---------------------------- | --------------------------- | ---- | -------------------------------------------------------------------------------------------------- | ----------- |
| 2000 | Rokumon Tengai Mon Colle Knights         | Yasunao Aoki                        | 10 de enero de 2000          | 25 de diciembre de 2000     | 51   | Basada en el videojuego desarrollado por Kadokawa Shoten.                                          | [ 4 ] [ 5 ] |
| 2000 | Gravitation                              | Bob Shirohata                       | 4 de octubre de 2000         | 10 de enero de 2001         | 13   | Adaptación del manga escrito e ilustrado por Maki Murakami.                                        | [ 4 ] [ 5 ] |
| 2001 | Hakaima Sadamitsu                        | Kōichi Ōhata                        | 17 de enero de 2001          | 21 de marzo de 2001         | 10   | Adaptación del manga escrito e ilustrado por Masahiko Nakahira.                                    | [ 4 ] [ 5 ] |
| 2001 | Star Ocean EX                            | Hiroshi Watanabe                    | 3 de abril de 2001           | 25 de septiembre de 2001    | 26   | Adaptación del manga escrito e ilustrado por Mayumi Azuma.                                         | [ 4 ] [ 5 ] |
| 2001 | Taiho Shichauzo: Second Season           | Kazuhiro Furuhashi Shōgo Kawamoto   | 7 de abril de 2001           | 29 de septiembre de 2001    | 26   | Secuela de Taiho Shichauzo.                                                                        | [ 4 ] [ 5 ] |
| 2001 | Fruits Basket                            | Akitaro Daichi                      | 5 de julio de 2001           | 27 de diciembre de 2001     | 26   | Adaptación del manga escrito e ilustrado por Natsuki Takaya.                                       | [ 4 ] [ 5 ] |
| 2001 | Kokoro Toshokan                          | Kōji Masunari                       | 12 de octubre de 2001        | 28 de diciembre de 2001     | 13   | Adaptación del manga escrito e ilustrado por Nobuyuki Takagi.                                      | [ 4 ] [ 5 ] |
| 2001 | Groove Adventure Rave                    | Takashi Watanabe                    | 13 de octubre de 2001        | 28 de septiembre de 2002    | 51   | Adaptación del manga escrito e ilustrado por Hiro Mashima.                                         | [ 4 ] [ 5 ] |
| 2002 | Full Moon o Sagashite                    | Toshiyuki Katō                      | 6 de abril de 2002           | 29 de marzo de 2003         | 52   | Adaptación del manga escrito e ilustrado por Arina Tanemura.                                       | [ 4 ] [ 5 ] |
| 2002 | Ō Dorobō Jing                            | Hiroshi Watanabe                    | 15 de mayo de 2002           | 14 de agosto de 2002        | 13   | Adaptación del manga escrito e ilustrado por Yuichi Kumakura.                                      | [ 4 ] [ 5 ] |
| 2002 | Samurai Deeper Kyō                       | Junji Nishimura                     | 2 de julio de 2002           | 23 de diciembre de 2002     | 26   | Adaptación del manga escrito e ilustrado por Akimine Kamijō.                                       | [ 4 ] [ 5 ] |
| 2002 | Bomberman Jetters                        | Katsuyuki Kodera                    | 2 de octubre de 2002         | 24 de septiembre de 2003    | 52   | Basada en el videojuego desarrollado por Hudson Soft.                                              | [ 4 ] [ 5 ] |
| 2002 | GetBackers                               | Kazuhiro Furuhashi Keitarō Motonaga | 5 de octubre de 2002         | 20 de septiembre de 2003    | 49   | Adaptación del manga escrito por Yuya Aoki e ilustrado por Rando Ayamine.                          | [ 4 ] [ 5 ] |
| 2003 | Mouse                                    | Satoru Akahori                      | 6 de enero de 2003           | 24 de marzo de 2003         | 12   | Adaptación del manga escrito por Satoru Akahori e ilustrado por Hiroshi Itaba.                     | [ 4 ] [ 5 ] |
| 2003 | Matantei Loki Ragnarok                   | Hiroshi Watanabe                    | 5 de abril de 2003           | 27 de septiembre de 2003    | 26   | Adaptación del manga escrito e ilustrado por Sakura Kinoshita.                                     | [ 4 ] [ 5 ] |
| 2003 | Yami to Bōshi to Hon no Tabibito         | Yūji Yamaguchi                      | 2 de octubre de 2003         | 25 de diciembre de 2003     | 13   | Adaptación de la novela visual desarrollada por Root.                                              | [ 4 ] [ 5 ] |
| 2004 | Maria-sama ga Miteru                     | Yukihiro Matsushita                 | 7 de enero de 2004           | 31 de marzo de 2004         | 13   | Adaptación de las novelas ligeras escritas por Oyuki Konno e ilustradas por Reine Hibiki.          | [ 4 ] [ 5 ] |
| 2004 | Yumeria                                  | Keitarō Motonaga                    | 8 de enero de 2004           | 25 de marzo de 2004         | 12   | Adaptación de la novela visual desarrollada por Namco.                                             | [ 4 ] [ 5 ] |
| 2004 | Kita e.: Diamond Dust Drops              | Bob Shirohata                       | 20 de enero de 2004          | 5 de abril de 2004          | 12   | Adaptación de la novela visual desarrollada por Red Company.                                       | [ 4 ] [ 5 ] |
| 2004 | Kyō Kara Maō!                            | Junji Nishimura                     | 3 de abril de 2004           | 25 de febrero de 2006       | 78   | Adaptación de las novelas ligeras escritas por Tomo Takabayashi e ilustradas por Temari Matsumoto. | [ 4 ] [ 5 ] |
| 2004 | Get Ride! AMDriver                       | Yūji Yamaguchi                      | 5 de abril de 2004           | 28 de marzo de 2005         | 51   | Historia original.                                                                                 | [ 4 ] [ 5 ] |
| 2004 | Maria-sama ga Miteru: Haru               | Yukihiro Matsushita                 | 4 de julio de 2004           | 26 de septiembre de 2004    | 13   | Secuela de Maria-sama ga Miteru.                                                                   | [ 4 ] [ 5 ] |
| 2004 | Tactics                                  | Hiroshi Watanabe                    | 5 de octubre de 2004         | 29 de marzo de 2005         | 25   | Adaptación del manga escrito e ilustrado por Sakura Kinoshita y Kazuko Higashiyama.                | [ 4 ] [ 5 ] |
| 2004 | Zipang                                   | Kazuhiro Furuhashi                  | 8 de octubre de 2004         | 1 de abril de 2005          | 26   | Adaptación del manga escrito e ilustrado por Kaiji Kawaguchi.                                      | [ 4 ] [ 5 ] |
| 2005 | Ueki no Hōsoku                           | Hiroshi Watanabe                    | 4 de abril de 2005           | 27 de marzo de 2006         | 51   | Adaptación del manga escrito e ilustrado por Tsubasa Fukuchi.                                      | [ 4 ] [ 5 ] |
| 2005 | Amaenaide yo!!                           | Keitarō Motonaga                    | 1 de julio de 2005           | 16 de septiembre de 2005    | 12   | Adaptación del manga escrito e ilustrado por Toshinori Sogabe.                                     | [ 4 ] [ 5 ] |
| 2005 | Jigoku Shōjo                             | Takahiro Ōmori                      | 4 de octubre de 2005         | 4 de abril de 2006          | 26   | Historia original.                                                                                 | [ 4 ] [ 5 ] |
| 2005 | Ginga Densetsu Weed                      | Toshiyuki Katō                      | 3 de noviembre de 2005       | 11 de mayo de 2006          | 26   | Secuela de Ginga Nagareboshi Gin.                                                                  | [ 4 ] [ 5 ] |
| 2005 | Minami no Shima no Chiisana Hikōki Birdy | Bob Shirohata                       | 26 de diciembre de 2005      | 2 de abril de 2007          | 106  | Historia original.                                                                                 | [ 4 ] [ 5 ] |
| 2006 | Amaenaide yo!! Katsu!!                   | Keitarō Motonaga                    | 4 de enero de 2006           | 22 de marzo de 2006         | 12   | Secuela de Amaenaide yo!!.                                                                         | [ 4 ] [ 5 ] |
| 2006 | Fate/stay night                          | Yūji Yamaguchi                      | 7 de enero de 2006           | 17 de junio de 2006         | 24   | Adaptación de la novela visual desarrollada por Type-Moon.                                         | [ 4 ] [ 5 ] |
| 2006 | Binchō-tan                               | Kazuhiro Furuhashi                  | 3 de febrero de 2006         | 16 de abril de 2006         | 12   | Adaptación del manga escrito e ilustrado por Takahito Ekusa.                                       | [ 4 ] [ 5 ] |
| 2006 | Shimūn                                   | Junji Nishimura                     | 4 de abril de 2006           | 26 de septiembre de 2006    | 26   | Historia original.                                                                                 | [ 4 ] [ 5 ] |
| 2006 | Higurashi no Naku Koro ni                | Chiaki Kon                          | 4 de abril de 2006           | 26 de septiembre de 2006    | 26   | Adaptación de la novela visual desarrollada por 07th Expansion.                                    | [ 4 ] [ 5 ] |
| 2006 | Princess Princess                        | Keitarō Motonaga                    | 5 de abril de 2006           | 21 de junio de 2006         | 12   | Adaptación del manga escrito e ilustrado por Mikiyo Tsuda.                                         | [ 4 ] [ 5 ] |
| 2006 | Shōnen Onmyōji                           | Kunihiro Mori                       | 3 de octubre de 2006         | 27 de marzo de 2007         | 26   | Adaptación de las novelas ligeras escritas por Mitsuru Yūki e ilustradas por Sakura Asagi.         | [ 4 ] [ 5 ] |
| 2006 | Jigoku Shōjo Futakomori                  | Takahiro Ōmori                      | 7 de octubre de 2006         | 6 de abril de 2007          | 26   | Secuela de Jigoku Shōjo.                                                                           | [ 4 ] [ 5 ] |
| 2007 | Tōka Gettan                              | Yūji Yamaguchi                      | 3 de abril de 2007           | 25 de septiembre de 2007    | 26   | Adaptación de la novela visual desarrollada por Root.                                              | [ 4 ] [ 5 ] |
| 2007 | Shining Tears X Wind                     | Hiroshi Watanabe                    | 6 de abril de 2007           | 29 de junio de 2007         | 13   | Adaptación del videojuego desarrollado por Sega.                                                   | [ 4 ] [ 5 ] |
| 2007 | Code-E                                   | Toshiyuki Katō                      | 3 de julio de 2007           | 23 de septiembre de 2007    | 12   | Historia original.                                                                                 | [ 4 ] [ 5 ] |
| 2007 | Higurashi no Naku Koro ni Kai            | Chiaki Kon                          | 6 de julio de 2007           | 17 de diciembre de 2007     | 24   | Secuela de Higurashi no Naku Koro ni.                                                              | [ 4 ] [ 5 ] |
| 2007 | Suteki Tantei Labyrinth                  | Hiroshi Watanabe                    | 2 de octubre de 2007         | 25 de marzo de 2008         | 25   | Adaptación del manga escrito por Meito Manjo e ilustrado por Seiji Wakayama.                       | [ 4 ] [ 5 ] |
| 2007 | Taiho Shichauzo: Full Throttle           | Kōichi Ōhata                        | 4 de octubre de 2007         | 27 de mayo de 2008          | 23   | Secuela de Taiho Shichauzo.                                                                        | [ 4 ] [ 5 ] |
| 2007 | Shion no Ō                               | Toshifumi Kawase                    | 13 de octubre de 2007        | 22 de marzo de 2008         | 22   | Adaptación del manga escrito por Masaru Katori e ilustrado por Jiro Ando.                          | [ 4 ] [ 5 ] |
| 2008 | Hatenkō Yūgi                             | Yoshihiro Takamoto                  | 5 de enero de 2008           | 8 de marzo de 2008          | 10   | Adaptación del manga escrito e ilustrado por Minari Endoh.                                         | [ 4 ] [ 5 ] |
| 2008 | Masuda Kōsuke Gekijō Gag Manga Biyori 3  | Akitarō Daichi                      | 17 de marzo de 2008          | 2 de junio de 2008          | 12   | Secuela de Masuda Kōsuke Gekijō Gag Manga Biyori 2.                                                | [ 4 ] [ 5 ] |
| 2008 | Kyō Kara Maō! 3rd Series                 | Junji Nishimura                     | 3 de abril de 2008           | 19 de febrero de 2009       | 39   | Secuela de Kyō Kara Maō! R.                                                                        | [ 4 ] [ 5 ] |
| 2008 | Amatsuki                                 | Kazuhiro Furuhashi                  | 4 de abril de 2008           | 28 de junio de 2008         | 13   | Adaptación del manga escrito e ilustrado por Shinobu Takayama.                                     | [ 4 ] [ 5 ] |
| 2008 | Vampire Knight                           | Kiyoko Sayama                       | 8 de abril de 2008           | 1 de julio de 2008          | 13   | Adaptación del manga escrito e ilustrado por Matsuri Hino.                                         | [ 4 ] [ 5 ] |
| 2008 | Junjō Romantica                          | Chiaki Kon                          | 10 de abril de 2008          | 26 de junio de 2008         | 12   | Adaptación del manga escrito e ilustrado por Shungiku Nakamura.                                    | [ 4 ] [ 5 ] |
| 2008 | Mission-E                                | Toshiyuki Katō                      | 7 de julio de 2008           | 22 de septiembre de 2008    | 12   | Secuela de Code-E.                                                                                 | [ 4 ] [ 5 ] |
| 2008 | Jigoku Shōjo Mitsuganae                  | Hiroshi Watanabe                    | 4 de octubre de 2008         | 4 de abril de 2009          | 26   | Secuela de Jigoku Shōjo Futakomori.                                                                | [ 4 ] [ 5 ] |
| 2008 | Vampire Knight Guilty                    | Kiyoko Sayama                       | 7 de octubre de 2008         | 30 de diciembre de 2008     | 13   | Secuela de Vampire Knight.                                                                         | [ 4 ] [ 5 ] |
| 2008 | Junjō Romantica 2                        | Chiaki Kon                          | 12 de octubre de 2008        | 27 de diciembre de 2008     | 12   | Secuela de Junjō Romantica.                                                                        | [ 4 ] [ 5 ] |
| 2009 | Maria-sama ga Miteru 4th                 | Toshiyuki Katō                      | 3 de enero de 2009           | 28 de marzo de 2009         | 13   | Secuela de Maria-sama ga Miteru 3rd.                                                               | [ 4 ] [ 5 ] |
| 2009 | Yume wo Kanaeru Zō                       | Akitarō Daichi                      | 13 de enero de 2009          | 27 de diciembre de 2009     | 12   | Adaptación del manga escrito e ilustrado por Keiya Mizuno.                                         | [ 4 ] [ 5 ] |
| 2009 | Cookin' Idol Ai! Mai! Main!              | Hiroshi Watanabe                    | 30 de marzo de 2009          | 22 de marzo de 2013         | 305  | Historia original.                                                                                 | [ 4 ] [ 5 ] |
| 2009 | 07-Ghost                                 | Nobuhiro Takamoto                   | 6 de abril de 2009           | 21 de septiembre de 2009    | 25   | Adaptación del manga escrito por Yuki Amemiya e ilustrado por Yukino Ichihara.                     | [ 4 ] [ 5 ] |
| 2009 | Umineko no Naku Koro ni                  | Chiaki Kon                          | 1 de julio de 2009           | 23 de diciembre de 2009     | 26   | Adaptación de la novela visual desarrollada por 07th Expansion.                                    | [ 4 ] [ 5 ] |
| 2009 | Kuruneko                                 | Akitarō Daichi                      | 5 de julio de 2009           | 26 de junio de 2010         | 50   | Adaptación del manga escrito e ilustrado por Yamato Kuruneko. Coproducción junto a DAX Production. | [ 4 ] [ 5 ] |
| 2009 | Seitokai no Ichizon                      | Takuya Satō                         | 2 de octubre de 2009         | 18 de diciembre de 2009     | 12   | Adaptación de las novelas ligeras escritas por Sekina Aoi e ilustradas por Kira Inugami.           | [ 4 ] [ 5 ] |

#### 2010
| Año  | Título                                             | Director(es)                      | Fecha de primera transmisión | Fecha de última transmisión | Eps. | Notas                                                                                               | Refs.       |
| ---- | -------------------------------------------------- | --------------------------------- | ---------------------------- | --------------------------- | ---- | --------------------------------------------------------------------------------------------------- | ----------- |
| 2010 | Masuda Kōsuke Gekijō Gag Manga Biyori +            | Akitarō Daichi                    | 5 de enero de 2010           | 29 de junio de 2010         | 12   | Secuela de Masuda Kōsuke Gekijō Gag Manga Biyori 3.                                                 | [ 4 ] [ 5 ] |
| 2010 | Dōbutsu Kankyō Kaigi                               | Junji Nishimura                   | 20 de marzo de 2010          | 20 de agosto de 2010        | 20   | Historia original.                                                                                  | [ 4 ] [ 5 ] |
| 2010 | Giant Killing                                      | Yū Kō                             | 4 de abril de 2010           | 26 de septiembre de 2010    | 26   | Adaptación del manga escrito por Masaya Tsunamoto e ilustrado por Tsujimoto.                        | [ 4 ] [ 5 ] |
| 2010 | Hakuōki                                            | Osamu Yamasaki                    | 4 de abril del 2010          | 20 de junio de 2010         | 12   | Adaptación de la novela visual desarrollada por Idea Factory.                                       | [ 4 ] [ 5 ] |
| 2010 | Kuruneko 2nd Season                                | Akitarō Daichi                    | 3 de julio de 2010           | 2 de julio de 2011          | 50   | Secuela de Kuruneko. Coproducción junto a DAX Production.                                           | [ 4 ] [ 5 ] |
| 2010 | Nurarihyon no Mago                                 | Junji Nishimura                   | 6 de julio de 2010           | 21 de diciembre de 2010     | 24   | Adaptación del manga escrito e ilustrado por Hiroshi Shiibashi.                                     | [ 4 ] [ 5 ] |
| 2010 | Hakuōki: Hekketsuroku                              | Osamu Yamasaki                    | 4 de octubre de 2010         | 6 de diciembre de 2010      | 10   | Secuela de Hakuōki.                                                                                 | [ 4 ] [ 5 ] |
| 2011 | Dragon Crisis!                                     | Hideki Tachibana                  | 10 de enero de 2011          | 28 de marzo de 2011         | 12   | Adaptación de las novelas ligeras escritas por Kizaki Kaya e ilustradas por Akata Itsuki.           | [ 4 ] [ 5 ] |
| 2011 | Kore wa Zombie Desu ka?                            | Takaomi Kanasaki                  | 11 de enero de 2011          | 30 de marzo del 2011        | 12   | Adaptación de las novelas ligeras escritas por Shinichi Kimura e ilustradas por Kobuichi y Muririn. | [ 4 ] [ 5 ] |
| 2011 | Sekai-ichi Hatsukoi                                | Chiaki Kon                        | 9 de abril de 2011           | 25 de junio de 2011         | 12   | Adaptación del manga escrito e ilustrado por Shungiku Nakamura.                                     | [ 4 ] [ 5 ] |
| 2011 | Nurarihyon no Mago: Sennen Makyō                   | Michio Fukuda                     | 3 de julio de 2011           | 18 de diciembre de 2011     | 24   | Secuela de Nurarihyon no Mago.                                                                      | [ 4 ] [ 5 ] |
| 2011 | Sekai-ichi Hatsukoi 2                              | Chiaki Kon                        | 8 de octubre de 2011         | 24 de diciembre de 2011     | 12   | Secuela de Sekai-ichi Hatsukoi.                                                                     | [ 4 ] [ 5 ] |
| 2012 | Poyopoyo Kansatsu Nikki                            | Akitarō Daichi                    | 8 de enero de 2012           | 30 de diciembre de 2012     | 52   | Adaptación del manga escrito e ilustrado por Rū Tatsuki.                                            | [ 4 ] [ 5 ] |
| 2012 | Hiiro no Kakera                                    | Bob Shirohata                     | 1 de abril de 2012           | 24 de junio de 2012         | 13   | Adaptación de la novela visual desarrollada por Idea Factory.                                       | [ 4 ] [ 5 ] |
| 2012 | Kore wa Zombie Desu ka? of the Dead                | Takaomi Kanasaki                  | 5 de abril de 2012           | 7 de junio de 2012          | 10   | Secuela de Kore wa Zombie Desu ka? OVA.                                                             | [ 4 ] [ 5 ] |
| 2012 | Sankarea                                           | Mamoru Hatakeyama                 | 6 de abril de 2012           | 29 de junio de 2012         | 12   | Adaptación del manga escrito e ilustrado por Mitsuru Hattori.                                       | [ 4 ] [ 5 ] |
| 2012 | Hakuōki: Reimeiroku                                | Osamu Yamasaki                    | 10 de julio de 2012          | 25 de septiembre de 2012    | 12   | Adaptación de la novela visual desarrollada por Idea Factory.                                       | [ 4 ] [ 5 ] |
| 2012 | Hiiro no Kakera 2nd Season                         | Bob Shirohata                     | 30 de septiembre de 2012     | 23 de diciembre de 2012     | 13   | Secuela de Hiiro no Kakera.                                                                         | [ 4 ] [ 5 ] |
| 2013 | Hakkenden: Tōhō Hakken Ibun                        | Mitsue Yamazaki                   | 5 de enero de 2013           | 30 de marzo de 2013         | 13   | Adaptación del manga escrito e ilustrado por Miyuki Abe.                                            | [ 4 ] [ 5 ] |
| 2013 | Gifū Dōdō!!: Kanetsugu to Keiji                    | Tetsuo Hara Bob Shirohata         | 3 de julio de 2013           | 18 de diciembre de 2013     | 25   | Adaptación del manga escrito por Nobuhiko Horie y Tetsuo Hara e ilustrado por Yūji Takemura.        | [ 4 ] [ 5 ] |
| 2013 | Rozen Maiden                                       | Mamoru Hatakeyama                 | 4 de julio de 2013           | 26 de septiembre de 2013    | 13   | Adaptación del manga escrito e ilustrado por Peach-Pit.                                             | [ 4 ] [ 5 ] |
| 2013 | Hakkenden: Tōhō Hakken Ibun 2nd Season             | Mitsue Yamazaki                   | 8 de julio de 2013           | 29 de septiembre de 2013    | 13   | Secuela de Hakkenden: Tōhō Hakken Ibun.                                                             | [ 4 ] [ 5 ] |
| 2013 | Meganebu!                                          | Sōbi Yamamoto                     | 6 de octubre de 2013         | 25 de diciembre de 2013     | 12   | Basada en una serie de CD dramas lanzados por Deen entre 2011 y 2012.                               | [ 4 ] [ 5 ] |
| 2014 | Sakura Trick                                       | Ken'ichi Ishikura                 | 9 de enero de 2014           | 27 de marzo de 2014         | 12   | Adaptación del manga yonkoma escrito e ilustrado por Tachi.                                         | [ 4 ] [ 5 ] |
| 2014 | Pupa                                               | Tomomi Mochizuki                  | 10 de enero de 2014          | 28 de marzo de 2014         | 12   | Adaptación del manga escrito e ilustrado por Sayaka Mogi.                                           | [ 4 ] [ 5 ] |
| 2014 | Washimo                                            | Yasuhiro Imagawa                  | 10 de marzo de 2014          | 21 de marzo de 2014         | 10   | Adaptación del libro ilustrado escrito por Kankuro Kudo e ilustrado por Hajime Anzai.               | [ 4 ] [ 5 ] |
| 2014 | Meshimase Lodoss-tō Senki: Sorette Oishii no?      | Iku Suzuki                        | 6 de abril de 2014           | 29 de junio de 2014         | 13   | Historia original. Coproducción junto a Studio Hibari.                                              | [ 4 ] [ 5 ] |
| 2014 | Bakumatsu Rock                                     | Itsurō Kawasaki                   | 2 de julio de 2014           | 17 de septiembre de 2014    | 12   | Adaptación del videojuego desarrollado por Marvelous AQL.                                           | [ 4 ] [ 5 ] |
| 2014 | Maido! Urayasu Tekkin Kazoku                       | Akitarō Daichi                    | 6 de julio de 2014           | 28 de diciembre de 2014     | 25   | Secuela de Urayasu Tekkin Kazoku.                                                                   | [ 4 ] [ 5 ] |
| 2014 | Log Horizon 2nd Season                             | Toshinori Watanabe                | 4 de octubre de 2014         | 28 de marzo de 2015         | 25   | Secuela de Log Horizon.                                                                             | [ 4 ] [ 5 ] |
| 2015 | Washimo 2nd Season                                 | Toshifumi Kawase                  | 5 de enero de 2015           | 24 de marzo de 2015         | 24   | Secuela de Washimo.                                                                                 | [ 4 ] [ 5 ] |
| 2015 | Washimo 3rd Season                                 | Toshifumi Kawase                  | 30 de marzo de 2015          | 22 de septiembre de 2015    | 44   | Secuela de Washimo 2nd Season.                                                                      | [ 4 ] [ 5 ] |
| 2015 | Jewelpet Magical Change                            | Nobuhiro Kondō                    | 4 de abril de 2015           | 26 de diciembre de 2015     | 39   | Historia original.                                                                                  | [ 4 ] [ 5 ] |
| 2015 | Junjō Romantica 3                                  | Chiaki Kon                        | 9 de julio de 2015           | 24 de septiembre de 2015    | 12   | Secuela de Junjō Romantica 2.                                                                       | [ 4 ] [ 5 ] |
| 2016 | Reikenzan: Hoshikuzu-tachi no Utage                | Iku Suzuki                        | 9 de enero de 2016           | 26 de marzo de 2016         | 12   | Adaptación de la novela web china escrita por Guowang Bixia.                                        | [ 6 ]       |
| 2016 | Shōwa Genroku Rakugo Shinjū                        | Mamoru Hatakeyama                 | 9 de enero de 2016           | 2 de abril de 2016          | 13   | Adaptación del manga escrito e ilustrado por Haruko Kumota.                                         | [ 4 ] [ 5 ] |
| 2016 | Kono Subarashii Sekai ni Shukufuku wo!             | Takaomi Kanasaki                  | 14 de enero de 2016          | 17 de marzo de 2016         | 10   | Adaptación de las novelas ligeras escritas por Natsume Akatsuki e ilustradas por Kurone Mishima.    | [ 4 ] [ 5 ] |
| 2016 | Rilu Rilu Fairilu: Yōsei no Door                   | Sakura Gojo                       | 6 de febrero de 2016         | 25 de marzo de 2017         | 59   | Historia original.                                                                                  | [ 4 ] [ 5 ] |
| 2016 | Washimo 4th Season                                 | Toshifumi Kawase                  | 4 de abril de 2016           | 13 de septiembre de 2016    | 44   | Secuela de Washimo 3rd Season.                                                                      | [ 4 ] [ 5 ] |
| 2016 | Super Lovers                                       | Shinji Ishihira                   | 6 de abril de 2016           | 8 de junio de 2016          | 10   | Adaptación del manga escrito e ilustrado por Miyuki Abe.                                            | [ 4 ] [ 5 ] |
| 2016 | Sakamoto desu ga?                                  | Shinji Takamatsu                  | 8 de abril de 2016           | 1 de julio de 2016          | 12   | Adaptación del manga escrito e ilustrado por Nami Sano.                                             | [ 4 ] [ 5 ] |
| 2016 | Nameko: Sekai no Tomodachi                         | Hiroshi Watanabe                  | 10 de abril de 2016          | 12 de febrero de 2017       | 26   | Adaptación del videojuego desarrollado por drop.                                                    | [ 4 ] [ 5 ] |
| 2016 | Tonkatsu DJ Agetarō                                | Akitarō Daichi                    | 10 de abril de 2016          | 26 de junio de 2016         | 12   | Adaptación del manga escrito e ilustrado por yipiao.                                                | [ 4 ] [ 5 ] |
| 2016 | Hatsukoi Monster                                   | Takayuki Inagaki                  | 2 de julio de 2016           | 17 de septiembre de 2016    | 12   | Adaptación del manga escrito e ilustrado por Akira Hiyoshimaru.                                     | [ 4 ] [ 5 ] |
| 2016 | Ao Oni The Animation                               | Toshirō Hamamura Chisey Maeda     | 3 de octubre de 2016         | 9 de enero de 2017          | 13   | Adaptación del videojuego desarrollado por noprops.                                                 | [ 4 ] [ 5 ] |
| 2017 | Shōwa Genroku Rakugo Shinjū: Sukeroku Futatabi-hen | Mamoru Hatakeyama                 | 7 de enero de 2017           | 25 de marzo de 2017         | 12   | Secuela de Shōwa Genroku Rakugo Shinjū.                                                             | [ 4 ] [ 5 ] |
| 2017 | Reikenzan: Eichi e no Shikaku                      | Susumu Nishizawa                  | 8 de enero de 2017           | 26 de marzo de 2017         | 12   | Secuela de Reikenzan: Hoshikuzu-tachi no Utage.                                                     | [ 4 ] [ 5 ] |
| 2017 | Super Lovers 2                                     | Shinji Ishihira                   | 12 de enero de 2017          | 16 de marzo de 2017         | 10   | Secuela de Super Lovers.                                                                            | [ 4 ] [ 5 ] |
| 2017 | Kono Subarashii Sekai ni Shukufuku wo! 2           | Takaomi Kanasaki                  | 12 de enero de 2017          | 16 de marzo de 2017         | 10   | Secuela de Kono Subarashii Sekai ni Shukufuku wo!.                                                  | [ 4 ] [ 5 ] |
| 2017 | Washimo 5th Season                                 | Toshifumi Kawase                  | 3 de abril de 2017           | 14 de noviembre de 2017     | 44   | Secuela de Washimo 4th Season.                                                                      | [ 4 ] [ 5 ] |
| 2017 | Rilu Rilu Fairilu: Mahō no Kagami                  | Chisei Maeda                      | 7 de abril de 2017           | 30 de marzo de 2018         | 51   | Secuela de Rilu Rilu Fairilu: Yōsei no Door.                                                        | [ 4 ] [ 5 ] |
| 2017 | Kabukibu!                                          | Kazuhiro Yoneda                   | 7 de abril de 2017           | 23 de junio de 2017         | 12   | Adaptación de las novelas ligeras escritas por Yūri Eda e ilustradas por Ishinoya.                  | [ 4 ] [ 5 ] |
| 2017 | Jigoku Shōjo: Yoi no Togi                          | Takahiro Ōmori                    | 15 de julio de 2017          | 19 de agosto de 2017        | 6    | Secuela de Jigoku Shōjo Mitsuganae.                                                                 | [ 4 ] [ 5 ] |
| 2017 | The Reflection                                     | Koichiro Sohtome Hiroshi Nagahama | 22 de julio de 2017          | 7 de octubre de 2017        | 12   | Historia original.                                                                                  | [ 4 ] [ 5 ] |
| 2017 | Hōzuki no Reitetsu 2nd Season                      | Kazuhiro Yoneda                   | 8 de octubre de 2017         | 31 de diciembre de 2017     | 13   | Secuela de Hōzuki no Reitetsu.                                                                      | [ 4 ] [ 5 ] |
| 2018 | Junji Ito Collection                               | Shinobu Tagashira                 | 5 de enero de 2018           | 23 de marzo de 2018         | 12   | Adaptación de varias obras de Junji Itō.                                                            | [ 4 ] [ 5 ] |
| 2018 | Washimo 6th Season                                 | Toshifumi Kawase                  | 2 de abril de 2018           | 7 de enero de 2019          | 42   | Secuela de Washimo 5th Season.                                                                      | [ 4 ] [ 5 ] |
| 2018 | Gurazeni                                           | Ayumu Watanabe                    | 6 de abril de 2018           | 22 de junio de 2018         | 12   | Adaptación del manga escrito por Yūji Moritaka e ilustrado por Keiji Adachi.                        | [ 4 ] [ 5 ] |
| 2018 | Hōzuki no Reitetsu 2nd Season: Sono Ni             | Kazuhiro Yoneda                   | 8 de abril de 2018           | 1 de julio de 2018          | 13   | Secuela de Hōzuki no Reitetsu 2nd Season.                                                           | [ 4 ] [ 5 ] |
| 2018 | Ongaku Shōjo                                       | Yukio Nishimoto                   | 6 de julio de 2018           | 21 de septiembre de 2018    | 12   | Historia original.                                                                                  | [ 4 ] [ 5 ] |
| 2018 | Oshiete Mahō no Pendulum: Rilu Rilu Fairilu        | Chisei Maeda                      | 7 de julio de 2018           | 5 de enero de 2019          | 26   | Secuela de Rilu Rilu Fairilu: Mahō no Kagami.                                                       | [ 4 ] [ 5 ] |
| 2018 | Agū: Tensai Ningyō                                 | Bob Shirohata                     | 10 de julio de 2018          | 25 de septiembre de 2018    | 12   | Adaptación del web manga escrito e ilustrado por Yichun.                                            | [ 4 ] [ 5 ] |
| 2018 | Muhyo to Rōjī no Mahōritsu Sōdan Jimusho           | Nobuhiro Kondo                    | 3 de agosto de 2018          | 19 de octubre de 2018       | 12   | Adaptación del manga escrito e ilustrado por Yoshiyuki Nishi.                                       | [ 4 ] [ 5 ] |
| 2018 | Ken En Ken: Aoki Kagayaki                          | Hiroshi Watanabe                  | 2 de octubre de 2018         | 25 de diciembre de 2018     | 13   | Adaptación del videojuego desarrollado por DOMO Studio.                                             | [ 4 ] [ 5 ] |
| 2018 | Gurazeni Season 2                                  | Ayumu Watanabe                    | 5 de octubre de 2018         | 21 de diciembre de 2018     | 12   | Secuela de Gurazeni.                                                                                | [ 4 ] [ 5 ] |
| 2018 | Bakumatsu                                          | Masaki Watanabe                   | 5 de octubre de 2018         | 21 de diciembre de 2018     | 12   | Adaptación del videojuego desarrollado por FuRyu.                                                   | [ 4 ] [ 5 ] |
| 2019 | Washimo 7th Season                                 | Toshifumi Kawase                  | 1 de abril de 2019           | 12 de noviembre de 2019     | 40   | Secuela de Washimo 6th Season.                                                                      | [ 4 ] [ 5 ] |
| 2019 | Bakumatsu Crisis                                   | Mitsutoshi Satō                   | 5 de abril de 2019           | 21 de junio de 2019         | 12   | Secuela de Bakumatsu.                                                                               | [ 4 ] [ 5 ] |
| 2019 | Kochōki: Wakaki Nobunaga                           | Noriyuki Abe                      | 8 de julio de 2019           | 23 de septiembre de 2019    | 12   | Historia original.                                                                                  | [ 4 ] [ 5 ] |
| 2019 | Chūbyō Gekihatsu Boy                               | Kazuya Ichikawa                   | 4 de octubre de 2019         | 13 de diciembre de 2019     | 11   | Adaptación de las novelas ligeras escritas por Rerulili y Minato Tonami e ilustradas por Hoshima.   | [ 4 ] [ 5 ] |
| 2019 | Nanatsu no Taizai: Kamigami no Gekirin             | Susumu Nishizawa                  | 9 de octubre de 2019         | 25 de marzo de 2020         | 24   | Secuela de Nanatsu no Taizai: Imashime no Fukkatsu.                                                 | [ 4 ] [ 5 ] |

#### 2020
| Año  | Título                                                                                               | Director(es)       | Fecha de primera transmisión | Fecha de última transmisión | Eps. | Notas | Refs.                |
| ---- | --- | ------------------ | ---------------------------- | --------------------------- | ---- | --- | -------------------- |
| 2020 | Majutsushi Orphen Hagure Tabi                                                                        | Takayuki Hamana    | 7 de enero de 2020           | 31 de marzo de 2020         | 13   | Adaptación de las novelas ligeras escritas por Yoshinobu Akita e ilustradas por Yuuya Kusaka.                                | [ 4 ] [ 5 ]          |
| 2020 | Washimo 8th Season                                                                                   | Toshifumi Kawase   | 30 de marzo de 2020          | 15 de diciembre de 2020     | 40   | Secuela de Washimo 7th Season.                                                                                               | [ 4 ] [ 5 ]          |
| 2020 | Muhyo to Rōjī no Mahōritsu Sōdan Jimusho 2nd Season                                                  | Nobuhiro Kondo     | 7 de julio de 2020           | 22 de septiembre de 2020    | 12   | Secuela de Muhyo to Rōjī no Mahōritsu Sōdan Jimusho.                                                                         | [ 4 ] [ 5 ]          |
| 2021 | Nanatsu no Taizai: Funnu no Shinpan                                                                  | Susumu Nishizawa   | 13 de enero de 2021          | 23 de junio de 2021         | 24   | Secuela de Nanatsu no Taizai: Kamigami no Gekirin.                                                                           | [ 4 ] [ 5 ]          |
| 2021 | Log Horizon: Entaku Hōkai                                                                            | Shinji Ishihira    | 13 de enero de 2021          | 31 de marzo de 2021         | 12   | Secuela de Log Horizon 2nd Season.                                                                                           | [ 4 ] [ 5 ]          |
| 2021 | Majutsushi Orphen Hagure Tabi: Kimluck-hen                                                           | Takayuki Hamana    | 20 de enero de 2021          | 31 de marzo de 2021         | 11   | Secuela de Majutsushi Orphen Hagure Tabi: Tennin no Isan.                                                                    | [ 4 ] [ 5 ]          |
| 2021 | Washimo 9th Season                                                                                   | Toshifumi Kawase   | 30 de marzo de 2021          | 7 de diciembre de 2021      | 40   | Secuela de Washimo 8th Season.                                                                                               | [ 4 ] [ 5 ]          |
| 2022 | Sasaki to Miyano                                                                                     | Shinji Ishihira    | 10 de enero de 2022          | 28 de marzo de 2022         | 12   | Adaptación del manga escrito e ilustrado por Shō Harusono.                                                                   | [ 7 ]                |
| 2023 | Majutsushi Orphen Hagure Tabi: Urbanrama-hen                                                         | Takayuki Hamana    | 18 de enero de 2023          | 5 de abril de 2023          | 12   | Secuela de Majutsushi Orphen Hagure Tabi: Kimluck-hen.                                                                       | [ 4 ] [ 5 ]          |
| 2023 | Majutsushi Orphen Hagure Tabi: Seiiki-hen                                                            | Takayuki Hamana    | 12 de abril de 2023          | 28 de junio de 2023         | 12   | Secuela de Majutsushi Orphen Hagure Tabi: Urbanrama-hen.                                                                     | [ 4 ] [ 5 ]          |
| 2023 | Kibō no Chikara: Otona Precure '23                                                                   | Takayuki Hamana    | 7 de octubre de 2023         | 23 de diciembre de 2023     | 12   | Secuela de Futari wa Precure: Splash☆Star. Coproducción junto a Toei Animation.                                              | [ 4 ] [ 5 ]          |
| 2024 | Re:Monster                                                                                           | Takayuki Inagaki   | 5 de abril de 2024           | 21 de junio de 2024         | 12   | Adaptación de las novelas ligeras escritas por Kogitsune Kanekiru e ilustradas por Yamaada.                                  | [ 8 ] [ 9 ] [ 10 ]   |
| 2024 | Dekisokonai to Yobareta Moto Eiyū wa, Jikka kara Tsuihōsareta node Suki Katte ni Ikiru Koto ni Shita | Kazuomi Koga       | 2 de abril de 2024           | 18 de junio de 2024         | 12   | Adaptación de las novelas ligeras escritas por Shin Kozuki Tonami e ilustradas por Chocoan. Coproducción junto a Marvy Jack. | [ 11 ] [ 12 ] [ 13 ] |
| 2024 | Tadaima, Okaeri                                                                                      | Shinji Ishihira    | 9 de abril de 2024           | 25 de junio de 2024         | 12   | Adaptación del manga escrito e ilustrado por Ichikawa Ichi.                                                                  | [ 14 ] [ 15 ]        |
| 2024 | Tasogare Out Focus                                                                                   | Toshinori Watanabe | 4 de julio de 2024           | 19 de septiembre de 2024    | 12   | Adaptación del manga escrito e ilustrado por Jyanome.                                                                        | [ 16 ] [ 17 ]        |
| 2024 | Gimai Seikatsu                                                                                       | Takehiro Ueno      | 4 de julio de 2024           | 19 de septiembre de 2024    | 12   | Adaptación de las novelas ligeras escritas por Ghost Mikawa e ilustradas por Hiten.                                          | [ 18 ] [ 19 ]        |
| 2024 | Raise wa Tanin ga Ī                                                                                  | Toshifumi Kawase   | 7 de octubre de 2024         | 23 de diciembre de 2024     | 12   | Adaptación del manga escrito e ilustrado por Asuka Konishi.                                                                  | [ 20 ] [ 21 ]        |
| 2025 | Botsuraku Yotei no Kizoku dakedo, Hima datta kara Mahō wo Kiwamete Mita                              | Ken'ichi Ishikura  | 7 de enero de 2025           | 18 de marzo de 2025         | 12   | Adaptación de las novelas ligeras escritas por Nazuna Miki e ilustradas por Kabocha. Coproducción junto a Marvy Jack.        | [ 22 ] [ 23 ]        |
| 2025 | Magic Maker ~Isekai Mahō no Tsukurikata~                                                             | Kazuomi Koga       | 9 de enero de 2025           | 26 de marzo de 2025         | 12   | Adaptación de las novelas ligeras escritas por Kazuki Kaburagi e ilustradas por Kururi.                                      | [ 24 ] [ 25 ] [ 26 ] |
| 2025 | Mahō Tsukai Precure!!: MIRAI DAYS                                                                    | Takayuki Hamana    | 12 de enero de 2025          | —                           | —    | Secuela de Mahō Tsukai Precure!!. Coproducción junto a Toei Animation.                                                       | [ 27 ]               |
| 2025 | Masuda Kōsuke Gekijō: Gag Manga Biyori Go                                                            | Akitarō Daichi     | 5 de abril de 2025           | —                           | —    | Secuela de Masuda Kōsuke Gekijō: Gag Manga Biyori +.                                                                         | [ 28 ] [ 29 ]        |
| 2025 | Binan Kōkō Chikyū Bōei-bu Haikara!                                                                   | Shinji Takamatsu   | 7 de julio de 2025           | —                           | —    | Historia original. | [ 30 ] [ 31 ]        |
| 2025 | Tensei Akujo no Kuro Rekishi                                                                         | Hiroaki Sakurai    | 9 de octubre de 2025         | —                           | —    | Adaptación del manga escrito e ilustrado por Akiharu Tōka.                                                                   | [ 32 ] [ 33 ]        |
| 2025 | Ninja to Gokudō                                                                                      | Toshinori Watanabe | Octubre de 2025              | —                           | —    | Adaptación del manga escrito e ilustrado por Shinsuke Kondō.                                                                 | [ 34 ]               |
| 2026 | Shibō Yūgi de Meshi o Kuu                                                                            | Takehiro Ueno      | Enero de 2026                | —                           | —    | Adaptación de las novelas ligeras escritas por Yushi Ukai e ilustradas por Nekometaru.                                       | [ 35 ]               |
| 2026 | Isekai no Sata wa Shachiku Shidai                                                                    | Shinji Ishihira    | Enero de 2026                | —                           | —    | Adaptación de las novelas ligeras escritas por Yatsuki Wakatsu e ilustradas por Kikka Ohashi.                                | [ 36 ]               |
| 2026 | Akuyaku Reijō wa Ringoku no Ōtaishi ni Dekiai Sareru                                                 | Takayuki Hamana    | Enero de 2026                | —                           | —    | Adaptación de las novelas ligeras escritas por Puni-chan e ilustradas por Akeno Naruse.                                      | [ 37 ]               |

### Películas
| Año  | Título                                                            | Director(es)           | Duración | Notas                                                         | Refs.         |
| ---- | ----------------------------------------------------------------- | ---------------------- | -------- | ------------------------------------------------------------- | ------------- |
| 1985 | Urusei Yatsura Movie 3: Remember My Love                          | Kazuo Yamazaki         | 95m      | Historia original de Urusei Yatsura.                          | [ 4 ] [ 5 ]   |
| 1986 | Urusei Yatsura Movie 4: Lum The Forever                           | Kazuo Yamazaki         | 95m      | Historia original de Urusei Yatsura.                          | [ 4 ] [ 5 ]   |
| 1989 | Kidō Keisatsu Patlabor the Movie                                  | Mamoru Oshii           | 99m      | Historia original. Coproducción junto a Production I.G.       | [ 4 ] [ 5 ]   |
| 1991 | Ziggy: Soreyuke! R&R Band                                         | Kazuhiro Mori          | 70m      | Historia original.                                            | [ 4 ] [ 5 ]   |
| 1991 | Ranma ½: Chūgoku Nekonron Daikessen! Okite Yaburi no Gekitō-hen!! | Shuji Inai Shuji Iuchi | 74m      | Historia original de Ranma ½.                                 | [ 4 ] [ 5 ]   |
| 1992 | Ranma ½: Kessen Tōgenkyō! Hanayome wo Torimodose!                 | Akira Suzuki           | 60m      | Historia original de Ranma ½.                                 | [ 4 ] [ 5 ]   |
| 1994 | Dohyō no Oni-tachi                                                | Naoyuki Yoshinaga      | 95m      | Película sobre la vida del 45.º Yokozuna, Wakanohana Kanji I. | [ 4 ] [ 5 ]   |
| 1994 | Ranma ½: Chō Musabetsu Kessen! Ranma Team vs. Densetsu no Hōō     | Junji Nishimura        | 31m      | Secuela de Ranma ½: Kessen Tōgenkyō! Hanayome wo Torimodose!. | [ 4 ] [ 5 ]   |
| 1999 | Taiho Shichau zo The Movie                                        | Junji Nishimura        | 89m      | Secuela de Taiho Shichau zo.                                  | [ 4 ] [ 5 ]   |
| 2000 | Rokumon Tengai Mon Colle Knights Movie: Densetsu no Fire Dragon   | Yasunao Aoki           | 32m      | Una interpretación alternativa del inicio de la serie.        | [ 4 ] [ 5 ]   |
| 2001 | Initial D Third Stage                                             | Fumitsugu Yamaguchi    | 104m     | Secuela de Initial D Second Stage.                            | [ 4 ] [ 5 ]   |
| 2010 | Fate/stay night Movie: Unlimited Blade Works                      | Yūji Yamaguchi         | 105m     | Secuela de Fate/Zero 2nd Season.                              | [ 4 ] [ 5 ]   |
| 2010 | Hetalia: Axis Powers Movie: Paint it, White                       | Bob Shirohata          | 80m      | Historia original de Hetalia: Axis Powers.                    | [ 4 ] [ 5 ]   |
| 2013 | Hakuōki Movie 1: Kyoto Ranbu                                      | Osamu Yamasaki         | 95m      | Adaptación de la novela visual desarrollada por Idea Factory. | [ 4 ] [ 5 ]   |
| 2014 | Dynamic Venus                                                     | Kaichi Satō            | 21m      | Historia original.                                            | [ 4 ] [ 5 ]   |
| 2014 | Hakuōki Movie 2: Shikon Soukyū                                    | Osamu Yamasaki         | 87m      | Secuela de Hakuōki Movie 1: Kyoto Ranbu.                      | [ 4 ] [ 5 ]   |
| 2014 | Sekai-ichi Hatsukoi: Valentine-hen                                | Tomoya Takahashi       | 15m      | Historia original de Sekai-ichi Hatsukoi.                     | [ 4 ] [ 5 ]   |
| 2014 | Sekai-ichi Hatsukoi Movie: Yokozawa Takafumi no Baai              | Chiaki Kon             | 50m      | Secuela de Sekai-ichi Hatsukoi 2.                             | [ 4 ] [ 5 ]   |
| 2015 | Ongaku Shōjo                                                      | Ken'ichi Ishikura      | 25m      | Historia original.                                            | [ 4 ] [ 5 ]   |
| 2015 | Meiji Tokyo Renka Movie 1: Yumihari no Serenade                   | Hiroshi Watanabe       | 60m      | Basada en la novela visual desarrollada por Mages.            | [ 4 ] [ 5 ]   |
| 2016 | Meiji Tokyo Renka Movie 2: Hanakagami no Fantasia                 | Hiroshi Watanabe       | 59m      | Secuela de Meiji Tokyo Renka Movie 1: Yumihari no Serenade.   | [ 4 ] [ 5 ]   |
| 2016 | Naze Ikiru: Rennyo Shōnin to Yoshizaki Enjō                       | Hideaki Oba            | 86m      | Adaptación de la obra clásica Tannishō.                       | [ 4 ] [ 5 ]   |
| 2017 | Ao Oni The Animation (Movie)                                      | Toshirō Hamamura       | 60m      | Adaptación del videojuego desarrollado por noprops.           | [ 4 ] [ 5 ]   |
| 2018 | Yūkai Anna                                                        | Kaichi Satō            | 26m      | Historia original.                                            | [ 4 ] [ 5 ]   |
| 2020 | Sekai-ichi Hatsukoi: Propose-hen                                  | Tomoya Takahashi       | 21m      | Secuela de Sekai-ichi Hatsukoi 2.                             | [ 4 ] [ 5 ]   |
| 2021 | Bishōjo Senshi Sailor Moon Eternal Movie 1                        | Chiaki Kon             | 81m      | Secuela de Bishōjo Senshi Sailor Moon Crystal Season III.     | [ 4 ] [ 5 ]   |
| 2021 | Bishōjo Senshi Sailor Moon Eternal Movie 2                        | Chiaki Kon             | 80m      | Secuela de Bishōjo Senshi Sailor Moon Eternal Movie 1.        | [ 4 ] [ 5 ]   |
| 2021 | Nanatsu no Taizai Movie 2: Hikari ni Norowareshi Mono-tachi       | Takayuki Hamana        | 79m      | Historia original de Nanatsu no Taizai.                       | [ 4 ] [ 5 ]   |
| 2023 | Sasaki to Miyano: Sotsugyo-hen                                    | Shinji Ishihira        | 51m      | Secuela de Sasaki to Miyano.                                  | [ 38 ]        |
| 2023 | Collar x Malice Movie: Deep Cover                                 | Hiroshi Watanabe       | 55m      | Adaptación de la novela visual desarrollada por Idea Factory. | [ 4 ] [ 5 ]   |
| 2023 | Bishōjo Senshi Sailor Moon Cosmos Movie                           | Tomoya Takahashi       | 80m      | Secuela de Bishōjo Senshi Sailor Moon Eternal Movie 2.        | [ 39 ] [ 40 ] |

### OVAs
| Año  | Título                                                                              | Director(es)        | Fecha de primera transmisión | Fecha de última transmisión | Eps. | Notas | Refs.       |
| ---- | ----------------------------------------------------------------------------------- | ------------------- | ---------------------------- | --------------------------- | ---- | --- | ----------- |
| 1985 | Urusei Yatsura OVA                                                                  | Kazuo Yamazaki      | 24 de septiembre de 1985     | 21 de junio de 1991         | 11   | Secuela de Urusei Yatsura. Coproducción junto a Madhouse y Magic Bus.                                                    | [ 4 ] [ 5 ] |
| 1985 | Tenshi no Tamago                                                                    | Mamoru Oshii        | 22 de diciembre de 1985      | 22 de diciembre de 1985     | 1    | Historia original. | [ 4 ] [ 5 ] |
| 1987 | Twilight Q                                                                          | Tomomi Mochizuki    | 28 de febrero de 1987        | 28 de agosto de 1987        | 2    | Secuela de Urusei Yatsura. Coproducción junto a Ajia-do Animation Works.                                                 | [ 41 ]      |
| 1988 | Kidō Keisatsu Patlabor                                                              | Mamoru Oshii        | 25 de abril de 1988          | 25 de junio de 1989         | 7    | Historia original. | [ 4 ] [ 5 ] |
| 1988 | Maison Ikkoku: Shiki Utsuriyuku Kisetsu no Naka de                                  | Naoyuki Yoshinaga   | 21 de diciembre de 1988      | 21 de diciembre de 1988     | 1    | Adaptación del manga escrito e ilustrado por Rumiko Takahashi.                                                           | [ 4 ] [ 5 ] |
| 1991 | Judo-bu Monogatari                                                                  | Hidetoshi Ōmori     | 25 de marzo de 1991          | 25 de junio de 1991         | 2    | Adaptación del manga escrito e ilustrado por Makoto Kobayashi.                                                           | [ 4 ] [ 5 ] |
| 1991 | Eiyū Gaiden Mozaicka                                                                | Ryūsuke Takahashi   | 21 de noviembre de 1991      | 21 de diciembre de 1991     | 4    | Historia original. | [ 4 ] [ 5 ] |
| 1992 | Hello Harinezumi: Satsui no Ryōbun                                                  | Iku Suzuki          | 1 de septiembre de 1992      | 1 de septiembre de 1992     | 1    | Adaptación del manga escrito e ilustrado por Kenshi Hirokane.                                                            | [ 4 ] [ 5 ] |
| 1993 | Ranma ½ OVA                                                                         | Junji Nishimura     | 21 de octubre de 1993        | 19 de agosto de 1994        | 6    | Adaptación del manga escrito e ilustrado por Rumiko Takahashi. Coproducción junto a Kitty Film Mitaka Studio.            | [ 4 ] [ 5 ] |
| 1994 | Taiho Shichauzo                                                                     | Kazuhiro Furuhashi  | 24 de septiembre de 1994     | 25 de noviembre de 1995     | 4    | Adaptación del manga escrito e ilustrado por Kōsuke Fujishima.                                                           | [ 4 ] [ 5 ] |
| 1994 | Musekinin Kanchō Tylor OVA                                                          | Kōichi Mashimo      | 1 de octubre de 1994         | 1 de agosto de 1996         | 10   | Adaptación de las novelas escritas por Hitoshi Yoshioka. Coproducción junto a Daume.                                     | [ 4 ] [ 5 ] |
| 1994 | Ranma ½: Yomigaeru Kioku                                                            | Junji Nishimura     | 16 de diciembre de 1994      | 17 de febrero de 1995       | 2    | Adaptación del manga escrito e ilustrado por Rumiko Takahashi.                                                           | [ 4 ] [ 5 ] |
| 1995 | Ranma ½ Super                                                                       | Junji Nishimura     | 21 de septiembre de 1995     | 19 de enero de 1996         | 3    | Secuela de Ranma ½: Yomigaeru Kioku.                                                                                     | [ 4 ] [ 5 ] |
| 1997 | Kishin Dōji Zenki Gaiden: Anki Kitan                                                | Junji Nishimura     | 21 de marzo de 1997          | 21 de marzo de 1997         | 1    | Secuela de Kishin Dōji Zenki.                                                                                            | [ 4 ] [ 5 ] |
| 1998 | Tekken                                                                              | Kunihisa Sugishima  | 21 de enero de 1998          | 21 de febrero de 1998       | 2    | Adaptación del videojuego desarrollado por Namco Bandai Games.                                                           | [ 4 ] [ 5 ] |
| 1998 | Chō Kidō Densetsu DinaGiga                                                          | Naoyuki Yoshinaga   | 15 de julio de 1998          | 26 de agosto de 1998        | 2    | Historia original. | [ 4 ] [ 5 ] |
| 1998 | AWOL Compression Re-MIX                                                             | Toshifumi Kawase    | 25 de agosto de 1998         | 18 de diciembre de 1998     | 4    | Historia original. | [ 4 ] [ 5 ] |
| 1999 | Rurouni Kenshin: Meiji Kenkaku Romantan - Tsuioku-hen                               | Kazuhiro Furuhashi  | 20 de febrero de 1999        | 22 de septiembre de 1999    | 4    | Adaptación del manga escrito e ilustrado por Nobuhiro Watsuki.                                                           | [ 4 ] [ 5 ] |
| 2000 | Reinō Tantei Miko                                                                   | Kazuhiro Furuhashi  | 25 de agosto de 2000         | 4 de mayo de 2001           | 2    | Adaptación del manga escrito e ilustrado por Juichi Iogi.                                                                | [ 4 ] [ 5 ] |
| 2001 | R.O.D: Read or Die                                                                  | Kōji Masunari       | 23 de mayo de 2001           | 6 de febrero de 2002        | 3    | Adaptación de las novelas ligeras escritas por Hideyuki Kurata e ilustradas por Taraku Uon.                              | [ 4 ] [ 5 ] |
| 2001 | Rurouni Kenshin: Meiji Kenkaku Romantan - Seisō-hen                                 | Kazuhiro Furuhashi  | 19 de diciembre de 2001      | 20 de marzo de 2002         | 2    | Secuela de Rurouni Kenshin: Meiji Kenkaku Romantan.                                                                      | [ 4 ] [ 5 ] |
| 2004 | Ō Dorobō Jing in Seventh Heaven                                                     | Hiroshi Watanabe    | 21 de enero de 2004          | 28 de abril de 2004         | 3    | Secuela de Ō Dorobō Jing.                                                                                                | [ 4 ] [ 5 ] |
| 2006 | Maria-sama ga Miteru 3rd                                                            | Yukihiro Matsushita | 29 de noviembre de 2006      | 25 de julio de 2007         | 5    | Secuela de Maria-sama ga Miteru: Haru.                                                                                   | [ 4 ] [ 5 ] |
| 2007 | Kyō Kara Maō! R                                                                     | Junji Nishimura     | 26 de octubre de 2007        | 28 de marzo de 2008         | 5    | Secuela de Kyō Kara Maō!.                                                                                                | [ 4 ] [ 5 ] |
| 2008 | Ranma ½: Akumu! Shunmin Kō                                                          | Takeshi Mori        | 30 de julio de 2008          | 30 de julio de 2008         | 1    | Adaptación del manga escrito e ilustrado por Rumiko Takahashi.                                                           | [ 4 ] [ 5 ] |
| 2009 | Higurashi no Naku Koro ni Rei                                                       | Toshifumi Kawase    | 25 de febrero de 2009        | 21 de agosto de 2009        | 5    | Secuela de Higurashi no Naku Koro ni Kai.                                                                                | [ 4 ] [ 5 ] |
| 2010 | Fate/stay night TV Reproduction                                                     | Yūji Yamaguchi      | 17 de enero de 2010          | 17 de enero de 2010         | 2    | Una versión editada y condensada de la serie de televisión.                                                              | [ 4 ] [ 5 ] |
| 2011 | Sekai-ichi Hatsukoi OVA                                                             | Chiaki Kon          | 22 de marzo de 2011          | 22 de marzo de 2011         | 1    | Adaptación del manga escrito e ilustrado por Shungiku Nakamura.                                                          | [ 4 ] [ 5 ] |
| 2011 | Kore wa Zombie desu ka? OVA                                                         | Takaomi Kanasaki    | 10 de junio de 2011          | 24 de abril de 2012         | 2    | Secuela de Kore wa Zombie desu ka?.                                                                                      | [ 4 ] [ 5 ] |
| 2011 | Higurashi no Naku Koro ni Kira                                                      | Hideki Tachibana    | 21 de julio de 2011          | 25 de enero de 2012         | 4    | Adaptación de la novela visual desarrollada por 07th Expansion.                                                          | [ 4 ] [ 5 ] |
| 2011 | Hakuōki: Sekkaroku                                                                  | Osamu Yamasaki      | 5 de agosto de 2011          | 27 de junio de 2012         | 6    | Adaptación de la novela visual desarrollada por Idea Factory.                                                            | [ 4 ] [ 5 ] |
| 2011 | Rurouni Kenshin: Meiji Kenkaku Romantan - Shin Kyoto-hen                            | Kazuhiro Furuhashi  | 17 de diciembre de 2011      | 23 de junio de 2012         | 2    | Una nueva versión a gran escala de la época posterior a la salida de Kenshin de Tokio hasta antes del infierno de Kioto. | [ 4 ] [ 5 ] |
| 2012 | Sankarea OVA                                                                        | Mamoru Hatakeyama   | 8 de junio de 2012           | 9 de noviembre de 2012      | 2    | Secuela de Sankarea: Wagahai mo... Zombie de Aru....                                                                     | [ 4 ] [ 5 ] |
| 2012 | Kore wa Zombie desu ka? of the Dead: Hai, Minotake ni Attemasu                      | Takaomi Kanasaki    | 20 de octubre de 2012        | 20 de octubre de 2012       | 1    | Secuela de Kore wa Zombie desu ka? of the Dead.                                                                          | [ 4 ] [ 5 ] |
| 2012 | Nurarihyon no Mago OVA                                                              | Junji Nishimura     | 4 de diciembre de 2012       | 4 de marzo de 2013          | 2    | Adaptación del manga escrito e ilustrado por Hiroshi Shiibashi.                                                          | [ 4 ] [ 5 ] |
| 2012 | Junjō Romantica OVA                                                                 | Chiaki Kon          | 20 de diciembre de 2012      | 1 de diciembre de 2015      | 2    | Adaptación del manga escrito e ilustrado por Shungiku Nakamura.                                                          | [ 4 ] [ 5 ] |
| 2013 | Hiiro no Kakera: Totsugeki! Tonari no Ikemenzu                                      | Bob Shirohata       | 28 de marzo de 2013          | 28 de marzo de 2013         | 1    | Adaptación de la novela visual desarrollada por Idea Factory.                                                            | [ 4 ] [ 5 ] |
| 2013 | Hakuōki: Reimeiroku OVA                                                             | Osamu Yamasaki      | 22 de mayo de 2013           | 22 de mayo de 2013          | 2    | Adaptación de la novela visual desarrollada por Idea Factory.                                                            | [ 4 ] [ 5 ] |
| 2013 | Higurashi no Naku Koro ni Kaku: Outbreak                                            | Toshifumi Kawase    | 15 de agosto de 2013         | 15 de agosto de 2013        | 1    | Adaptación de la novela visual desarrollada por 07th Expansion.                                                          | [ 4 ] [ 5 ] |
| 2014 | Bakumatsu Rock: Mystery! Onsen Kaijiken ze yo!!                                     | Itsurō Kawasaki     | 25 de septiembre de 2014     | 25 de septiembre de 2014    | 1    | Adaptación del videojuego desarrollado por Marvelous AQL.                                                                | [ 4 ] [ 5 ] |
| 2014 | Hybrid Child                                                                        | Michio Fukuda       | 29 de octubre de 2014        | 28 de enero de 2015         | 4    | Adaptación del manga escrito e ilustrado por Shungiku Nakamura.                                                          | [ 4 ] [ 5 ] |
| 2015 | Hōzuki no Reitetsu OVA                                                              | Hiro Kaburaki       | 23 de febrero de 2015        | 23 de marzo de 2017         | 4    | Adaptación del manga escrito e ilustrado por Natsumi Eguchi. Coproducción junto a Wit Studio.                            | [ 4 ] [ 5 ] |
| 2015 | Shōwa Genroku Rakugo Shinjū: Yotarō Hōrō-hen                                        | Mamoru Hatakeyama   | 6 de marzo de 2015           | 7 de agosto de 2015         | 2    | Incluidos con las ediciones especiales de los volúmenes séptimo y octavo del manga.                                      | [ 4 ] [ 5 ] |
| 2015 | Hero Company                                                                        | Bob Shirohata       | 5 de octubre de 2015         | 5 de octubre de 2015        | 2    | Adaptación del manga escrito e ilustrado por Kazuhiko Shimamoto.                                                         | [ 4 ] [ 5 ] |
| 2016 | Kono Subarashii Sekai ni Shukufuku wo! Kono Subarashii Choker ni Shukufuku wo!      | Takaomi Kanasaki    | 24 de junio de 2016          | 24 de junio de 2016         | 1    | Adaptación de las novelas ligeras escritas por Natsume Akatsuki e ilustradas por Kurone Mishima.                         | [ 4 ] [ 5 ] |
| 2017 | Super Lovers OVA                                                                    | Shinji Ishihira     | 1 de enero de 2017           | 1 de septiembre de 2017     | 2    | Incluido con el décimo y undécimo volumen del manga.                                                                     | [ 4 ] [ 5 ] |
| 2017 | Hatsukoi Monster: Mō Chotto dake Tsuzukunja                                         | Takayuki Inagaki    | 7 de febrero de 2017         | 7 de febrero de 2017        | 1    | Episodio no emitido incluido con el octavo volumen del manga.                                                            | [ 4 ] [ 5 ] |
| 2017 | Kono Subarashii Sekai ni Shukufuku wo! 2: Kono Subarashii Geijutsu ni Shukufuku wo! | Takaomi Kanasaki    | 24 de julio de 2017          | 24 de julio de 2017         | 1    | Adaptación de las novelas ligeras escritas por Natsume Akatsuki e ilustradas por Kurone Mishima.                         | [ 4 ] [ 5 ] |
| 2021 | Hakuōki OVA (2021)                                                                  | Osamu Yamasaki      | 13 de noviembre de 2021      | 29 de enero de 2022         | 3    | Adaptación de la novela visual desarrollada por Idea Factory.                                                            | [ 4 ] [ 5 ] |
| 2022 | Sasaki to Miyano: Koi ni Kizuku Mae no Chotto Shita Hanashi.                        | Shinji Ishihira     | 27 de julio de 2022          | 27 de julio de 2022         | 1    | Adaptación del manga escrito e ilustrado por Shō Harusono.                                                               | [ 42 ]      |

### ONAs
| Año  | Título                                            | Director(es)      | Fecha de primera transmisión | Fecha de última transmisión | Eps. | Notas                                                                                     | Refs.       |
| ---- | ------------------------------------------------- | ----------------- | ---------------------------- | --------------------------- | ---- | ----------------------------------------------------------------------------------------- | ----------- |
| 2009 | Hetalia: Axis Powers                              | Bob Shirohata     | 24 de enero de 2009          | 5 de marzo de 2010          | 52   | Adaptación del manga escrito e ilustrado por Hidekaz Himaruya.                            | [ 4 ] [ 5 ] |
| 2010 | Hetalia: World Series                             | Bob Shirohata     | 26 de marzo de 2010          | 11 de marzo de 2011         | 48   | Secuela de Hetalia: Axis Powers.                                                          | [ 4 ] [ 5 ] |
| 2010 | Starry☆Sky                                        | Kiyoko Sayama     | 23 de diciembre de 2010      | 16 de junio de 2011         | 26   | Adaptación del videojuego desarrollado por HoneyBee.                                      | [ 4 ] [ 5 ] |
| 2013 | Hetalia: The Beautiful World                      | Hiroshi Watanabe  | 25 de enero de 2013          | 21 de junio de 2013         | 20   | Secuela de Hetalia: World Series.                                                         | [ 4 ] [ 5 ] |
| 2015 | Hetalia: The World Twinkle                        | Hiroshi Watanabe  | 3 de julio de 2015           | 9 de octubre de 2015        | 15   | Secuela de Hetalia: The Beautiful World.                                                  | [ 4 ] [ 5 ] |
| 2016 | Luger Code 1951                                   | Shinya Takahashi  | 15 de octubre de 2016        | 15 de octubre de 2016       | 1    | Adaptación del manga escrito por Haruto Haneki e ilustrado por Akira Akatsuki.            | [ 4 ] [ 5 ] |
| 2019 | Hawk no Onayami Sōdanshitsu                       | Desconocido       | 1 de agosto de 2019          | 9 de octubre de 2019        | 39   | Cortos con Hawk publicados en la cuenta oficial de Twitter de la serie Nanatsu no Taizai. | [ 4 ] [ 5 ] |
| 2020 | Gekidan Nanatsu no Taizai                         | Desconocido       | 24 de diciembre de 2020      | 5 de enero de 2021          | 13   | Mini anime de Nanatsu no Taizai parodiando seis cuentos de hadas.                         | [ 43 ]      |
| 2021 | Hetalia World★Stars                               | Hiroshi Watanabe  | 1 de abril de 2021           | 17 de junio de 2021         | 12   | Adaptación del manga escrito e ilustrado por Hidekaz Himaruya.                            | [ 4 ] [ 5 ] |
| 2023 | Junji Ito Maniac: Relatos japoneses de lo macabro | Shinobu Tagashira | 19 de enero de 2023          | 19 de enero de 2023         | 12   | Antología basada en obras de Juji Itō.                                                    | [ 44 ]      |
| 2023 | Ōoku                                              | Noriyuki Abe      | 29 de enero de 2023          | 29 de enero de 2023         | 10   | Adaptación del manga escrito e ilustrado por Fumi Yoshinaga.                              | [ 45 ]      |

### Especiales
| Año  | Título                                                         | Director(es)        | Fecha de primera transmisión | Fecha de última transmisión | Eps. | Notas | Refs.       |
| ---- | -------------------------------------------------------------- | ------------------- | ---------------------------- | --------------------------- | ---- | --- | ----------- |
| 1992 | Maison Ikkoku: Prelude - Meguru Haru no Sakura no You ni...    | Desconocido         | 25 de junio de 1992          | 25 de junio de 1992         | 1    | Una precuela de la serie de televisión Maison Ikkoku que se centra en la relación de Kyoko con su marido.                                                         | [ 4 ] [ 5 ] |
| 1997 | Taiho Shichauzo: Nagisa no Kōtsū Yūdō                          | Junji Nishimura     | 1997                         | 1997                        | 1    | Secuela de Taiho Shichauzo. | [ 4 ] [ 5 ] |
| 1997 | Rurouni Kenshin: Review Special                                | Desconocido         | 26 de marzo de 1997          | 26 de marzo de 1997         | 1    | Resumen de varias escenas de lucha de la primera mitad de la serie y una breve descripción del arco de Kioto.                                                     | [ 4 ] [ 5 ] |
| 1997 | Rurouni Kenshin Recap                                          | Desconocido         | Julio de 1997                | Julio de 1997               | 1    | Resumen de los episodios 34-56. | [ 4 ] [ 5 ] |
| 1997 | Rurouni Kenshin: Special Techniques                            | Desconocido         | 21 de octubre de 1997        | 21 de octubre de 1997       | 1    | Episodio especial de Rurouni Kenshin. | [ 4 ] [ 5 ] |
| 1998 | Rurouni Kenshin Special                                        | Desconocido         | 2 de diciembre de 1998       | 2 de diciembre de 1998      | 1    | Episodio especial también conocido como Episodio 95. | [ 4 ] [ 5 ] |
| 1999 | Momoiro Sisters: Idol Densetsu Momoko!?                        | Satoru Akahori      | 22 de julio de 1999          | 22 de julio de 1999         | 1    | Secuela de Momoiro Sisters. | [ 4 ] [ 5 ] |
| 2002 | Taiho Shichauzo in America                                     | Kazuhiro Furuhashi  | 29 de marzo de 2002          | 29 de marzo de 2002         | 1    | Adaptación del manga escrito e ilustrado por Kōsuke Fujishima. | [ 4 ] [ 5 ] |
| 2002 | Full Moon wo Sagashite: Kawaii Kawaii Daibōken                 | Toshiyuki Katō      | 1 de noviembre de 2002       | 1 de noviembre de 2002      | 1    | Adaptación del manga escrito e ilustrado por Arina Tanemura. | [ 4 ] [ 5 ] |
| 2004 | Maria-sama ga Miteru Specials                                  | Yukihiro Matsushita | 4 de abril de 2004           | 23 de octubre de 2004       | 7    | Una serie de especiales incluidos en los lanzamientos del DVD de Maria-sama ga Miteru.                                                                            | [ 4 ] [ 5 ] |
| 2004 | Maria-sama ga Miteru: Haru Specials                            | Yukihiro Matsushita | 22 de octubre de 2004        | 23 de mayo de 2005          | 6    | Especiales de Maria-sama ga Miteru: Haru publicados solo en DVD.                                                                                                  | [ 4 ] [ 5 ] |
| 2005 | Kyō Kara Maō! Taizenshu                                        | Desconocido         | 19 de febrero de 2005        | 20 de agosto de 2005        | 9    | Resumen de Kyō Kara Maō! con nueva narración de Yuuri. | [ 4 ] [ 5 ] |
| 2005 | Amaenaide yo!!: Yasumanaide yo!!                               | Keitarō Motonaga    | 21 de diciembre de 2005      | 21 de diciembre de 2005     | 1    | Adaptación del manga escrito e ilustrado por Toshinori Sogabe. | [ 4 ] [ 5 ] |
| 2006 | Jigoku Shōjo Recap                                             | Desconocido         | 11 de enero de 2006          | 11 de enero de 2006         | 1    | Resumen de los primeros 14 episodios de Jigoku Shōjo. | [ 4 ] [ 5 ] |
| 2006 | Amaenaide yo!! Katsu!!: Damasarenaide yo!!                     | Keitarō Motonaga    | 21 de junio de 2006          | 21 de junio de 2006         | 1    | Adaptación del manga escrito e ilustrado por Toshinori Sogabe. | [ 4 ] [ 5 ] |
| 2006 | Princess Princess Specials                                     | Desconocido         | 19 de julio de 2006          | 20 de diciembre de 2006     | 12   | Episodios cortos incluidos en los volúmenes de Blu-ray/DVD de Princess Princess.                                                                                  | [ 4 ] [ 5 ] |
| 2006 | Maria-sama ga Miteru 3rd Specials                              | Yukihiro Matsushita | 29 de diciembre de 2006      | 25 de julio de 2007         | 5    | Una serie de "tomas descartadas" estilo chibi del "rodaje" de la serie Mariamite.                                                                                 | [ 4 ] [ 5 ] |
| 2007 | Rurouni Kenshin DVD-BOX Special Ending                         | Desconocido         | 7 de mayo de 2007            | 7 de mayo de 2007           | 1    | La última escena de la caja del DVD especial de 10 años lanzado en Japón en 2007.                                                                                 | [ 4 ] [ 5 ] |
| 2007 | Higurashi no Naku Koro ni Special: Nekogoroshi-hen             | Chiaki Kon          | 2 de agosto de 2007          | 2 de agosto de 2007         | 1    | Adaptación de la novela visual desarrollada por 07th Expansion.                                                                                                   | [ 4 ] [ 5 ] |
| 2007 | Higurashi no Naku Koro ni Kai Specials                         | Chiaki Kon          | 21 de septiembre de 2007     | 22 de agosto de 2008        | 24   | Especiales incluidos con los DVDs. | [ 4 ] [ 5 ] |
| 2008 | Junjō Romantica Special                                        | Desconocido         | 2008                         | 2008                        | 1    | Especial con los actores de voz comentando varias escenas del anime.                                                                                              | [ 4 ] [ 5 ] |
| 2008 | Taiho Shichauzo: Full Throttle - Watashitachi no Iru Basho     | Desconocido         | 22 de agosto de 2008         | 22 de agosto de 2008        | 1    | Secuela de Taiho Shichauzo: Full Throttle. | [ 4 ] [ 5 ] |
| 2008 | Vampire Knight: Gekiai no Portrait                             | Desconocido         | 26 de noviembre de 2008      | 26 de noviembre de 2008     | 1    | Adaptación del manga escrito e ilustrado por Matsuri Hino. | [ 4 ] [ 5 ] |
| 2009 | Maria-sama ga Miteru 4th Specials                              | Yukihiro Matsushita | 25 de marzo de 2009          | 21 de agosto de 2009        | 11   | Una serie de especiales incluidos en los lanzamientos en DVD de Maria-sama ga Miteru 4th.                                                                         | [ 4 ] [ 5 ] |
| 2009 | Umineko no Naku Koro ni Specials                               | Desconocido         | 23 de octubre de 2009        | 24 de octubre de 2010       | 26   | Especiales los DVD y BD de Umineko No Naku Koro Ni que contienen doblajes parodias del elenco original.                                                           | [ 4 ] [ 5 ] |
| 2009 | Kuruneko: Kurunekobin                                          | Desconocido         | 18 de diciembre de 2009      | 3 de septiembre de 2010     | 4    | Especiales incluidos con los DVDs. | [ 4 ] [ 5 ] |
| 2010 | Nurarihyon no Mago Recaps                                      | Shin Tosaka         | 28 de septiembre de 2010     | 28 de diciembre de 2010     | 2    | Resumen de Nurarihyon no Mago. | [ 4 ] [ 5 ] |
| 2010 | Hakuōki: Hekketsuroku - Kyoto Kaisouroku                       | Desconocido         | 3 de octubre de 2010         | 3 de octubre de 2010        | 1    | Resumen de la primera temporada de Hakuōki Shinsengumi Kitan. | [ 4 ] [ 5 ] |
| 2010 | Nurarihyon no Mago: Gekitō Dai Futsal Taikai! Nuragumi W Cup!! | Desconocido         | 23 de octubre de 2010        | 23 de octubre de 2010       | 1    | Especial mostrado en el Jump Super Anime Tour 2010. | [ 4 ] [ 5 ] |
| 2010 | Kuruneko: Nyaalock Holmes no Bouken                            | Desconocido         | 17 de diciembre de 2010      | 2 de septiembre de 2011     | 4    | Especiales incluidos con los DVDs de la segunda temporada. | [ 4 ] [ 5 ] |
| 2011 | Hetalia: World Series Specials                                 | Desconocido         | 25 de marzo de 2011          | 24 de septiembre de 2012    | 4    | Episodios especiales de Hetalia: World Series. | [ 4 ] [ 5 ] |
| 2011 | Nurarihyon no Mago: Sennen Makyō Recaps                        | Fumiaki Usui        | 25 de septiembre de 2011     | 25 de diciembre de 2011     | 2    | Secuela de Nurarihyon no Mago Recaps. | [ 4 ] [ 5 ] |
| 2012 | Sankarea: Wagahai mo... Zombie de Aru...                       | Mamoru Hatakeyama   | 30 de noviembre de 2012      | 30 de noviembre de 2012     | 1    | Secuela de Sankarea. | [ 4 ] [ 5 ] |
| 2013 | Hetalia: The Beautiful World Specials                          | Hiroshi Watanabe    | 24 de abril de 2013          | 30 de octubre de 2013       | 4    | Episodios especiales lanzados con los BD/DVD de Hetalia: The Beautiful World.                                                                                     | [ 4 ] [ 5 ] |
| 2013 | Waanabi.jk                                                     | Tomoya Takahashi    | 29 de julio de 2013          | 4 de septiembre de 2015     | 2    | Vídeos promocionales del manga web de Kenichi Kuroi. | [ 4 ] [ 5 ] |
| 2015 | Hetalia: The World Twinkle Specials                            | Desconocido         | 28 de octubre de 2015        | 25 de diciembre de 2015     | 3    | Episodios adicionales incluidos en los volúmenes de los DVDs de Hetalia: The World Twinkle.                                                                       | [ 4 ] [ 5 ] |
| 2016 | Sakamoto desu ga? Sakamoto deshita?                            | Shinji Takamatsu    | 26 de septiembre de 2016     | 26 de septiembre de 2016    | 1    | Adaptación del manga escrito e ilustrado por Nami Sano. | [ 4 ] [ 5 ] |
| 2017 | Kabukibu!: Oogiri "Chiyocolate-gassen"                         | Kazuhiro Yoneda     | 27 de septiembre de 2017     | 27 de septiembre de 2017    | 1    | Un episodio especial incluido con el lanzamiento en BD de la serie.                                                                                               | [ 4 ] [ 5 ] |
| 2018 | Junji Ito Collection - Tomie                                   | Shinobu Tagashira   | 27 de abril de 2018          | 25 de mayo de 2018          | 2    | Incluido con el segundo y tercer volumen de los Bluray/DVD de Junji Ito Collection.                                                                               | [ 4 ] [ 5 ] |
| 2020 | Chūbyō Gekihatsu Boy: Otoko ni Umareta Shukumei Dakara         | Kazuya Ichikawa     | 25 de marzo de 2020          | 25 de marzo de 2020         | 1    | Episodio 12 no emitido incluido en el volumen 4 del BD/DVD. | [ 4 ] [ 5 ] |
| 2020 | Majutsushi Orphen Hagure Tabi: Tennin no Isan                  | Takayuki Hamana     | 8 de mayo de 2020            | 8 de mayo de 2020           | 1    | Episodio no emitido incluido en el segundo volumen del Blu-ray/DVD.                                                                                               | [ 4 ] [ 5 ] |
| 2021 | Moon Effect                                                    | Desconocido         | 26 de mayo de 2021           | 26 de mayo de 2021          | 1    | Vídeo musical que estuvo disponible por tiempo limitado en YouTube y luego se incluyó en la edición limitada de Blu-ray/DVD. Coproducción junto a Toei Animation. | [ 4 ] [ 5 ] |
| 2021 | Hetalia World★Stars Specials                                   | Desconocido         | 28 de julio de 2021          | 28 de julio de 2021         | 3    | Secuela de Hetalia World★Stars. | [ 4 ] [ 5 ] |

## Socios comerciales
- Aniplex
- NHK (Japan Broadcasting Corporation)
- NHK Enterprise Co., Ltd.
- NBC Universal · Entertainment Japan LLC
- Emi Corporation
- KADOKAWA CORPORATION
- King Records Co., Ltd.
- Kodansha Co., Ltd.
- Shueisha Co., Ltd.
- Shogakukan Co., Ltd.
- Shenzhen City Lawrence Computer System Co., Ltd.
- TV Tokyo Corporation
- TBS TV Co., Ltd.
- Toho Corporation
- BANDAI VISUAL CORPORATION
- Fuji Television Corporation
- Flying Dog Co., Ltd.
- Frontier Works Inc.
- Yomiuri Advertising Inc.
- Yotsui Television Broadcasting Corporation